# Zebre
Zebre (lat. Equus (Hippotigris)) podrod neparnoprstaša iz porodice konja.
Njihovi najbliži srodnici su pravi konji (Equus (Equus)) i magarci (Equus (Asinus)).

## Vrste i podvrste
1. Equus (Hippotigris) grevyi Oustalet, 1882; sin.: Equus faurei Matschie, 1898, Equus grevyi berberensis Pocock, 1902
2. Equus (Hippotigris) hartmannae Matschie, 1898; sin: Equus penricei Thomas, 1900, Equus zebra hartmannae Matschie, 1898, Hippotigris hartmannae matschiei Zukowsky, 1924
3. Equus (Hippotigris) quagga Boddaert, 1785
  1. Equus (Hippotigris) quagga boehmi Matschie, 1892
  2. Equus (Hippotigris) quagga borensis Lönnberg, 1921
  3. Equus (Hippotigris) quagga burchellii (Gray, 1824)
  4. Equus (Hippotigris) quagga chapmani Layard, 1865
  5. Equus (Hippotigris) quagga crawshayi de Winton, 1896
  6. Equus (Hippotigris) quagga quagga Boddaert, 1785
4. Equus (Hippotigris) zebra Linnaeus, 1758; sin.: Equus indica Trouessart, 1898, Equus montanus Burchell, 1822, Equus wardi Ridgeway, 1910, Equus zebra frederici Trouessart, 1905, Equus zebra zebra Linnaeus, 1758, Hippotigris campestris Gray, 1852